# Каленчук Максим Миколайович
Макси́м Микола́йович Каленчу́к (нар. 5 грудня 1989, Донецьк) — український футболіст, півзахисник клубу ЛНЗ. Окрім нього, захищав кольори донецького «Титана», кіровоградської «Зірки», кам'янської «Сталі», «Олександрії», «Вереса», «Львова» та «Руха», білоруського клубу «Вітебськ».

## Біографія
З 2003 року по 2004 рік виступав у дитячо-юнацькій футбольній лізі України за донецький «Шахтар». У 2005 році перейшов в донецьке Училище олімпійського резерву, де провів наступні два роки. Тренером Каленчука в УОР був Сергій Жицький.
На початку 2009 року став гравцем донецького «Титану», який виступав у Другій лізі України. Свій перший матч на професійному рівні провів 4 квітня 2009 року на виїзді проти «Сум» (2:2), Каленчук вийшов у другому таймі замість Олександра Матвійчука. Всього в сезоні 2008/09 він провів 12 матчів.
Улітку 2009 року перейшов в кіровоградську «Зірку». У команді був запасним гравцем, провівши протягом півроку 7 ігор в Першій лізі України.
У 2010 році грав у чемпіонаті Донецької області за слов'янський «Словхліб» і костянтинівський «Конті». У 2011 році був гравцем донецького «УСК-Рубіна» в першості області.
Улітку 2011 року став гравцем дніпродзержинської «Стали», що виступала у Другій лізі України. У команді став гравцем основного складу. У лютому 2013 року разом зі «Сталлю» виграв Кубок Придніпров'я. У сезоні 2013/14 «Сталь» зайняла друге місце в Другій лізі і вийшла в Першу лігу України. Каленчук один раз по ходу турніру потрапляв до збірної туру за версією Football.ua. В лютому 2015 року разом з командою знову виграв Кубок Придніпров'я. У сезоні 2014/15 Каленчук був капітаном команди, він увійшов у символічну збірну осінньої частини турніру за версією сайту Football.ua та символічну збірну сезону за версією сайту UA-Футбол. «Сталь» у підсумку посіла друге місце в турнірі, а через банкрутство донецького «Металурга» вийшла у Прем'єр-лігу України.
19 липня 2015 року дебютував у чемпіонаті України, у матчі першого туру сезону 2015/16 проти київського «Динамо». Каленчук почав гру в основному складі, проте на 54 хвилині був замінений на Артема Барановського. «Сталь» програла з рахунком (1:2).
23 червня 2017 року перейшов до складу іншого представника Прем'єр-ліги, ФК «Олександрії». У грудні 2017 року розірвав угоду з «Олександрією» і підписав контракт із «Вересом».

## Досягнення
- Срібний призер Першої ліги України (1): 2014/15
- Срібний призер Другої ліги України (1): 2013/14